# Favio Álvarez
Favio Enrique Álvarez (Córdoba, Argentina, 23 de enero de 1993) es un futbolista argentino. Juega como Centrocampista y su equipo es el club The Strongest de la Primera División de Bolivia. 

## Trayectoria

### Talleres
Se formó en las Divisiones inferiores del Club Atlético Talleres y fanático de este. Debutó el 6 de marzo del 2011 frente a Alumni por el Torneo Argentino A. Se convirtió en uno de los héroes del partido marcando un gol que significó la clasificación de su equipo a la fase final del torneo. A los 18 años, Favio Álvarez se convirtió en una importante pieza para Talleres.
"Soy hincha del club y sé como es Talleres. Tenés presión día a día y más en la situación en la que estamos. Pero hay que saber manejarla porque la gente nos apoya en todo momento", señaló a la salida de un partido.

### Atlético Tucumán
El 26 de agosto de 2016 llegó a Atlético Tucumán, llega tras un breve paso por Sarmiento.
Debutó en el histórico partido de Atlético frente a El Nacional de Ecuador por la primera fase de la Copa Libertadores 2017. Justamente frente a Sarmiento de Junín marca su primer gol con el equipo tucumano. Vuelve a marcar frente a Racing Club en la histórica victoria de Atlético frente a "La Academia" por 3-1, abriendo Favio el marcador, también asistiría a Guillermo Acosta para que marcara el 2-0 parcial. Por los cuartos de final de la Copa Argentina anota frente a Vélez Sarsfield el único tanto del partido para que el "Decano" avanzara a la semifinales del torneo. Salió subcampeón del certamen con Atlético.
Luego de ser operado por una hernia en el abdomen, vuelve frente a San Martín de San Juan en donde realizó una exquisita jugada para asistir a Mauro Matos y así sellar el triunfo de Atlético por 3-0. Volvió al gol en la fecha 10 frente a Independiente de Avellaneda en donde convirtió el último tanto del partido en otra victoria histórica del conjunto tucumano por 4-2.
En la reanudación del campeonato volvió a convertir frente a Gimnasia y Esgrima de la Plata tras un excelente pase de Leandro Díaz en la victoria 4-1 del Decano.
El jueves 9 de mayo de 2019, es cedido a los Ángeles de Galaxy hasta diciembre.

### Los Ángeles Galaxy
En 2019 llega en calidad de préstamo por un monto de 400.000 dólares. En su tercer partido marca su primer gol en Estados Unidos con una excelente asistencia de Zlatan Ibrahimović. Dos fechas más tarde, anota en la victoria 3-0 de su equipo, marcando su segundo gol en el conjunto norteamericano.

### Pumas UNAM
El martes 10 de diciembre de 2019, es cedido a préstamo por un año con opción a compra por el Club Universidad Nacional de México, equipo conocido como los Pumas. No fue totalmente referente del club en ésos dos años, inició bien pero con el pasó de los torneos se fue diluyendo su nivel, en su segundo torneo formó parte del cuadro de los universitarios que llegó a una final de Liga MX, cabe recalcar que sufrió una lesión al final de la fase regular y no pudo jugar gran parte de la liguilla, a partir de ésa recuperación no recuperó su nivel. Casi dos años después jugó con el club otra final de Concacaf Liga de Campeones siendo pieza clave para que el club llegara a esas estancias, lamentablemente el firulete Álvarez no pudo coronarse como campeón en ninguno de los 2 torneos, y es de reconocer que el apodado mago quedó a deber pues en general tuvo pocos destellos de magia y contribución de goles y asistencias.

### Colón de Santa Fe
El 9 de agosto de 2023, es cedido a préstamo por un año a Colón de Santa Fe, de la Primera División de Argentina.

## Clubes
| Talleres de Córdoba | Argentina           | 2010 - 2015   | 88  | 10 | 8  |
| Defensa y Justicia | Argentina           | 2015          | 19  | 2  | 4  |
| Sarmiento de Junín | Argentina           | 2016          | 9   | 0  | 1  |
| Atlético Tucumán | Argentina           | 2016 - 2019   | 63  | 6  | 6  |
| Los Angeles Galaxy (Préstamo) | Estados Unidos      | 2019          | 21  | 3  | 7  |
| Pumas UNAM (Préstamo) | México              | 2020 - 2022   | 87  | 7  | 8  |
| Talleres de Córdoba | Argentina           | 2022 - Act.   | 13  | 0  | 0  |
| Colón de Santa Fe | Argentina           | 2023          | 17  | 0  | 1  |
| Lanús | Argentina           | 2024-presente | 23  | 2  | 0  |
| Total en su carrera | Total en su carrera | 2010-presente | 315 | 30 | 35 |
| (1) Contabiliza los partidos y goles de las copas nacionales (Copa Argentina y Supercopa Argentina) , las copas internacionales (Copa Sudamericana, Recopa Sudamericana, Copa Libertadores y Copa Suruga Bank) y de las competencias locales (Primera División y B Nacional). No incluye goles en partidos amistosos ni de reserva. |                     |               |     |    |    |

## Palmarés

### Campeonatos nacionales
| Título             | Club     | Sede    | Año     |
| ------------------ | -------- | ------- | ------- |
| Torneo Argentino A | Talleres | Córdoba | 2012/13 |